# Despised Icon
Despised Icon — канадський дезкор гурт з міста Монреаль, Канада, заснований 2002 року. Гурт відрізняється своїм звучанням завдяки двом вокалістам, Алек Еріан володіє технікою гроулінгу середнього класу, в той час, як Стів Маруа використовує нижчий гроулінг, фрай-вокал, та піг-сквіл. Despised icon відомі на андеграундній сцені, вони зробили великий внесок у розвиток жанру дезкор. У квітні 2010 року гурт оголосив, що про розпад, і починають прощальний тур, що проходить в кількох країнах. Шість фінальних концертів були проведені у Квебеку, Торонто і Монреалі в грудні цього ж року.

## Історія

### Consumed by Your Poison (2002—2004)
Despised Icon була заснована в січні 2002
року в Монреалі, Канада. Незабаром після їх формування, гурт підписав з Galy Records, і випустила свій дебютний альбом, Consumed by Your Poison в жовтні того ж року.
У наступному році в гурті відбулись деякі зміни в їх складі.
На початку 2004 року
гурт повернувся з новою формацією, що
складається з двох вокалістів Стіва Маруа і Алекса Еріана, гітаристів Янніка Санкт-Амана і Еріка Ярріна, басиста Себастьяна Піше і барабанщика Алекса Пеллетьє, і самостійно записали новий EP під
назвою Syndicated Murderers., Надалі гурт випустив спліт-альбом спільно з Bodies in the Gears через Relapse Records.

### The Healing Process (2005—2006)
Despised Icon підписали контракт з
Century Media Records в січні 2005 року, і випустили свій другий студійний
альбом, The Healing Process через цей лейбл 5 квітня 2005.
Despiced Icon відіграли турне в підтримку The Healing Process у 2005 році, разом з Cryptopsy, Quo Vadis, Vader, Suffocation, Aborted, Immolation, Deicide.
Та продовжили тур у 2006 році разом з Through the Eyes of the Dead, Ed Gein, Morbid Angel, Behemoth, Hatebreed, Exodus, The Black Dahlia Murder та Napalm Death.
В тому ж році відбулось перевидання їхнього дебютного альбому Consumed by Your Poison.
На початку 2007 року вони поїхали в турне на підтримку Unearth, разом з Job for a Cowboy та Dååth.

### Возз'єднання гурту (2014-теперішній час)
4 лютого 2014, гурт оголосив через сторінку у Facebook, що вони возз'єднаються, щоб відіграти на кількох концертах в майбутньому.

## Учасники

### Теперішні учасники
- Alex Erian — Вокал (2004–2010, 2014–наш час), ударні (2002–2004)
- Steve Marois — вокал (2002–2010, 2014 - наш час)
- Eric Jarrin — гітара (2002–2010, 2014–наш час)
- Sebastien Piché — бас-гітара (2002–2008, 2014–наш час)
- Alex Pelletier — ударні, перкусія (2004–2010, 2014–наш час)
- Ben Landreville — гітара (2009–2010, 2014–наш час)

### Колишні учасники
- Marie-Hélène Landry — вокал (2002–2003)
- Yannick St-Amand — гітара (2002–2006)
- Al Glassman — гітара (2006–2008)
- Max Lavelle — бас-гітара (2008–2010)

### Схема
Не вдається зібрати вхід EasyTimeline:

Timeline generation failed: 8 errors found

Line 7: TimeAxis    = orientation: horizontal format: yyyy

- TimeAxis definition incomplete. No value specified for attribute 'orientation'.

Line 8: ScaleMinor  = increment:1 start:2002

- TimeAxis definition incomplete. No value specified for attribute 'horizontal'.

Line 9: ScaleMajor  = increment:2 start:2002

- TimeAxis definition incomplete. No value specified for attribute 'format'.

Line 10: Legend      = orientation: horizontal position: bottom

- TimeAxis definition incomplete. No value specified for attribute 'yyyy'.

Line 19: BackgroundColors = bars: bars

- BackgroundColors definition incomplete. No value specified for attribute 'bars'.

Line 20: LineData =

- BackgroundColors definition incomplete. No value specified for attribute 'bars'.

Line 21:   at:02/10/2002  color:album  layer:back

- New command expected instead of data line (= line starting with spaces). Data line(s) ignored.

```
 

```

Line 38: PlotData=

- PlotData invalid. No (valid) command 'TimeAxis' specified in previous lines.

## Дискографія
Студійні альбоми
| 2002                                              | Consumed by Your Poison - Реліз: 1990 - Лейбл: Galy - Формат: CD, доступний для скачування         | —   | —  |
| 2005                                              | The Healing Process - Реліз: 1996 - Лейбл: Century Media - Формат: CD, доступний для скачування    | —   | —  |
| 2007                                              | The Ills of Modern Man - Реліз: 1980 - Лейбл: Century Media - Формат: CD, доступний для скачування | —   | 28 |
| 2009                                              | Day of Mourning - Реліз: 1978 - Лейбл: Century Media - Формат: CD, доступний для скачування        | 162 | 6  |
| «—» немає інформації, або не брав участі в чартах | |     |    |

### Інші релізи
| Рік  | Деталі | Нотатки |
| ---- | --- | --- |
| 2004 | Syndicated Murderers - EP - Реліз: 2004 - Лейбл: — | - Два треки з нього були перезаписані для The Healing Process.                                                        |
| 2005 | Bodies in the Gears of the Apparatus and Despised Icon - Спліт-альбом разом з Bodies in the Gears з the Apparatus. - Реліз: 2005 - Лейбл: Relapse (Catalog # 6632) | |
| 2006 | Demos 2002 & 2004 - Демо-альбоми - Реліз: 2006 - Лейбл: Galy (Catalog # 44)                                                                                        | - Спліт з Ion Dissonance: - - .357 demo, 2002 з Ion Dissonance; - - Syndicated Murderers promo, 2004 з Despised Icon. |

## Відеографія
| Рік  | Назва                            | Продюсер              |
| ---- | -------------------------------- | --------------------- |
| 2006 | «The Sunset Will Never Charm Us» | Jean-Phillipe Bernier |
| 2007 | «In the Arms of Perdition»       | Jean-Phillipe Bernier |
| 2008 | «Furtive Monologue»              | Jonathan Desbiens     |
| 2009 | «Day of Mourning»                | Kartel Films          |